# Dalme Marie
Dalme Marie (Chapecó, 4 de maio de 1949 — Chapecó, 20 de junho de 1996) também conhecida como Dalme Marie Grando e Dalme Marie Grando Rauen foi uma artista plástica, escultora, advogada, professora e conselheira municipal de cultura.

## Biografia
Dalme Marie teve atuação importante no cenário artístico da cidade de Chapecó, Oeste de Santa Catarina, contribuindo para a formação do primeiro grupo de artistas organizado da cidade, o Grupo CHAP. Com Dalme Marie, fizeram parte do coletivo os artistas: Agostinho Duarte, Antônio Chiarello, Ênio Griebler e Paulo de Siqueira.
A escultora teve uma atuação breve nas artes, produzindo entre os anos de 1978 e 1984 com exposições em Brasília e principalmente nas maiores cidades do estado de Santa Catarina. Na  escultura utilizou materiais como a fundição em ferro, mármore e madeira. Outros escultores foram importantes para a sua formação com destaque para: Xico Stockinger, Mario Cravo e Elke Hering.
Em 1984, após praticamente encerrar suas atividades como artista plástica, retoma sua carreira como advogada, atuando principalmente em prol das populações indígenas do Oeste catarinense. Conclui em 1987 o mestrado em direito na Universidade Federal de Santa Catarina com a dissertação "Carnavalização e Semiologia Jurídica". Em 1988, torna-se docente do curso de Direito na Universidade do Oeste de Santa Catarina (UNOESC), onde atuou por alguns anos. Dalme Marie falece em Chapecó em decorrência de um câncer no ano de 1996.

## Homenagens e acervo de obras

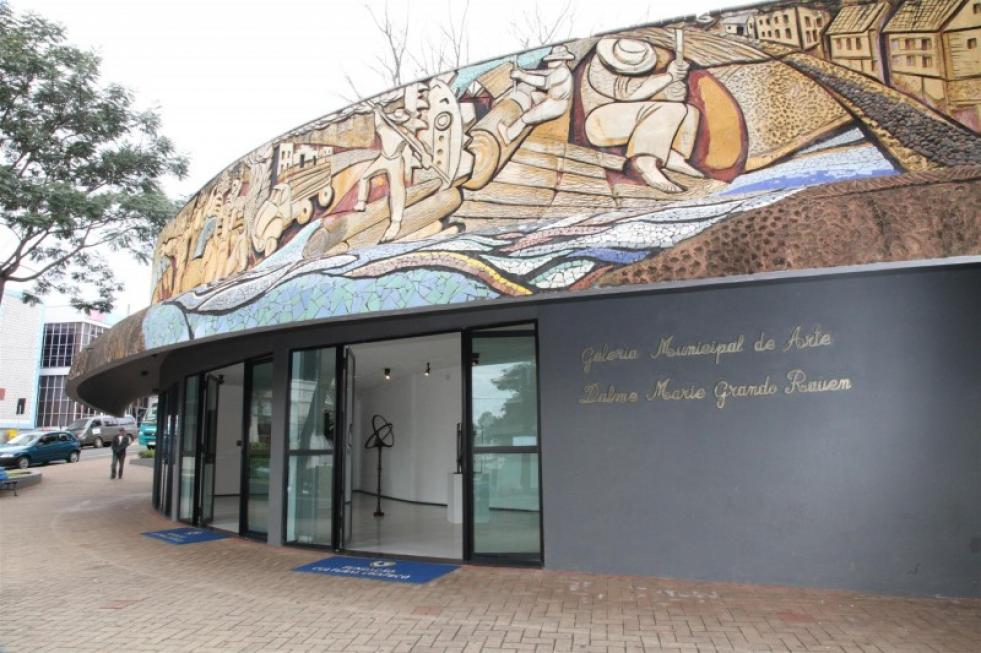
Fotografia da parte frontal da Galeria Municipal de Arte Dalme Marie Grando Rauen em Chapecó, Santa Catarina.

Em 2002 é inaugurada em Chapecó, a Galeria Municipal de Arte Dalme Marie Grando Rauen pela Prefeitura Municipal, localizada no centro da cidade na praça Coronel Bertaso. Algumas de suas obras estão no acervo do Museu de História e Arte de Chapecó (MHAC), na Galeria Municipal de Arte Dalme Marie Grando Rauen e no Museu de Arte de Santa Catarina (MASC).

## Dalme Marie: escultora
No ano de 2021 é publicada pela Editora Humana uma biografia sobre a artista, intitulada Dalme Marie: escultora, escrita pela pesquisadora e professora Daiana Schvartz. O livro conta a trajetória de Dalme como escultora e sua produção artística.